# Coa (mitología incaica)
Coa (en ortografía quechua-aimara contemporánea: Qhuwa o Quwa; a veces escrito en castellano como: Qhoa, Qowa, Ccoa, Caua)[cita requerida] también conocido como  Chuqui Chinchay,[cita requerida] es un dios felino perteneciente a la mitología incaica. En su mayoría, las fuentes que refieren a la entidad felínica lo mencionan como una poderosa divinidad única o absoluta y, en menor medida, lo exponen como una especie de felinos divinos. 
Del mismo modo, el felino cósmico era la encarnación de diversos astros y fenómenos meteorológicos; puesto que las crónicas y/o fuentes de la época resaltan su facultad de entidad celeste.

## Etimología
Las creencias en torno a esta divinidad sobreviven aún al día de hoy bajo el nombre de ⟨coa⟩; no obstante, el término no es de origen quechua sino que proviene de la extinta lengua puquina, la cual era hablada en el altiplano del Collao. Según el puquina, el término ⟨coa⟩ posee las siguientes interpretaciones: divinidad, ídolo y serpiente.
Es menester indicar que el significado de ⟨coa⟩ guarda una posible relación con la constante presencia ofídica-felínica (serpiente y felino) en variadas representaciones iconográficas realizadas por diversas culturas andinas. Como ejemplo a lo anterior, se tiene a la estela de Raimondi, la cual fue realizada por la Cultura Chavín. En dicha estela, se puede apreciar la figura de una divinidad antropomorfa que posee diversos rasgos felínicos, ofídicos y, en menor medida, rasgos pertenecientes a otros animales.
Por otro lado, el felino cósmico también es conocido con el nombre de Chuqui Chinchay. Dicho nombre se descompone del quechua: chuki (lanza o que brilla como el oro) y chinchay (felino). Este nombre de la divinidad hace alusión a su facultad como entidad celeste, pues en múltiples diccionarios y/o vocabularios de la época, al Chuqui Chinchay se lo asocia con los astros y/o fenómenos atmosféricos.

## Concepto

### Representación

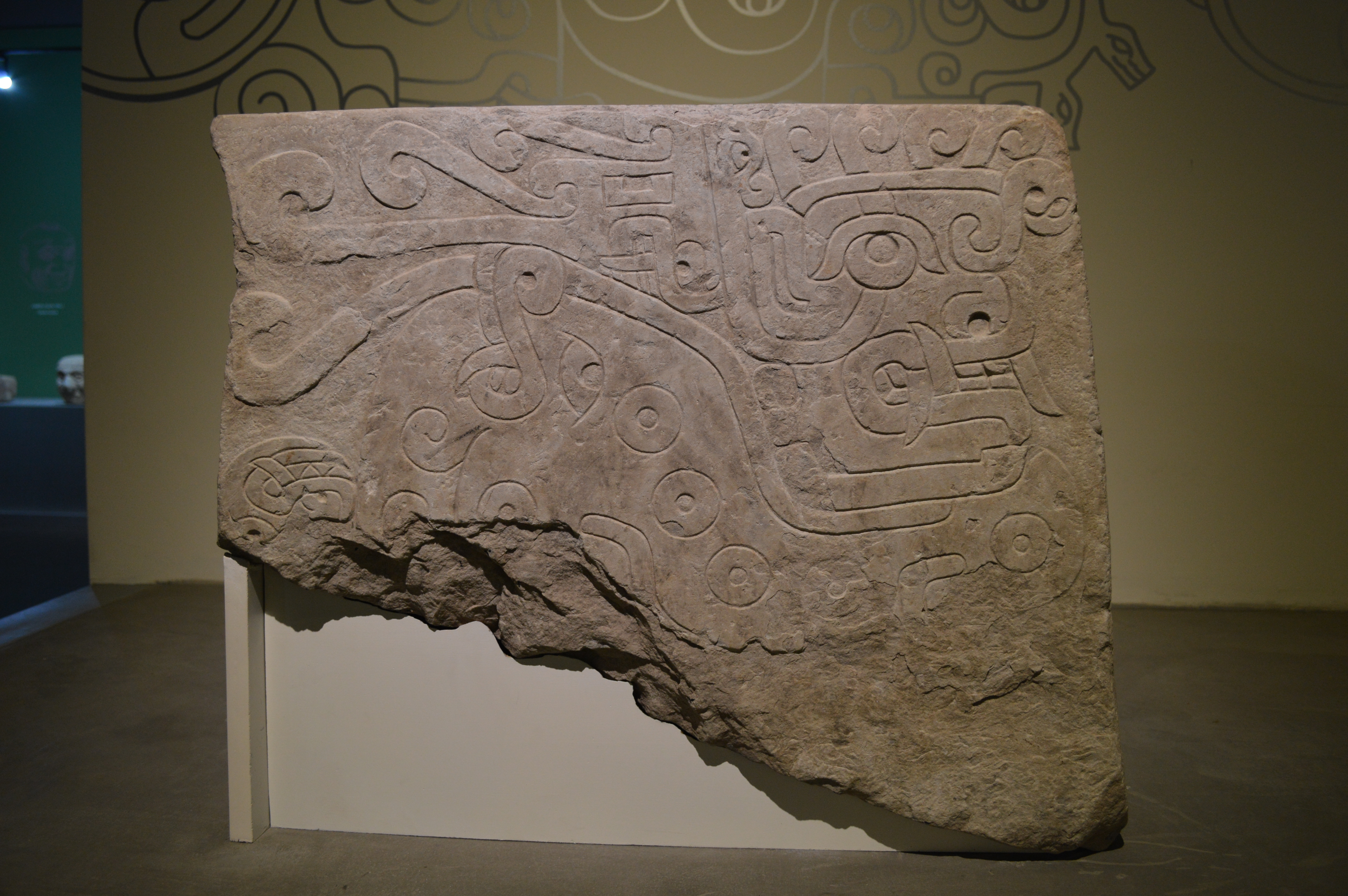
Felino Chavín, cuyas características se asemejan a las de un coa.

El Coa es una deidad representada como un colosal felino de aspecto quimérico, es decir, reunía diversos atributos de otros animales. Esta forma de representación es compartida con su contraparte ofídica: el Amaru.
Debido a estas características, al Coa se le denomina con el apelativo de "felino volador" y su culto antecede a los incas puesto que, de manera general, los diversos pueblos andinos manifestaban un profundo grado de veneración y respeto hacia los felinos. A raíz de ello, dichos pueblos asociaron a los felinos con elementos célicos como lo son los astros y/o fenómenos meteorológicos; por lo que la figura de estos animales fue mutando hasta adquirir un aspecto peculiar y mítico. Como ejemplo de ello, se tienen a los felinos alados representados en la iconografía de culturas como: Chavín, Moche, Huari, Tiahuanaco, etc. 
Mediante el transcurso del tiempo, el Coa iba adquiriendo una figura mucho más sobrenatural, hasta consagrarse como una divinidad de alta jerarquía en el panteón religioso. La raíz de su adoración se debe a que el mítico felino estaría representando al dios del agua y la fertilidad. Aun en mitos contemporáneos, su presencia es vinculada con el advenimiento de la lluvia y los fenómenos atmosféricos como el rayo, el trueno y el relámpago.

### Naturaleza
Al igual que otros dioses andinos, el Coa es una deidad ambivalente. Esto se ve reflejado en su aspecto de entidad benefactora, que norma el suministro del agua y regula a voluntad propia la intensidad y la frecuencia de las lluvias; no obstante, la deidad también manifiesta su aspecto de entidad destructiva porque escupe granizo y mata con sus rayos. De su arbitrio dependen las sementeras y la vida misma.

## Facultades y asociaciones

Estela de Raimondi, un claro ejemplo de representación del vínculo «felino-ofídico».

### Coa como divinidad atmosférica
Diversas fuentes establecen al Coa como divinidad responsable de los fenómenos atmosféricos. Su figura se encuentra plasmada en el diagrama realizado por Santacruz Pachacuti, el cual muestra un resumen de la cosmovisión incaica. Dentro de dicho diagrama, se puede leer el nombre del felino mítico como: Caua o Chuqui Chinchay. De la misma manera, se asocia a la divinidad con la lluvia y el granizo.
Asimismo, diversos dioses andinos celestes han estado tradicionalmente relacionados con la teofanía felínica, cuya mítica representación es el Coa. Por lo tanto, el Qhoa es una de las manifestaciones más asiduas de esta clase de dioses: Illapa, Libiac, Tumayricapac, Kon, Huiracocha, etc.
La creencia del felino celeste aún perdura en la memoria de los pueblos andinos. De acuerdo con las investigaciones del antropólogo Federico Kauffmann Doig, se encuentran mitos en el área de los Andes centro-sur que refieren a la existencia de un felino sobrenatural que emerge de los puquios y manantiales. Esta divinidad se desplaza por los aires y crea diversos fenómenos atmosféricos: produce rayos por sus relampagueantes ojos, sus rugidos forman los mismos truenos, escupe el granizo, despliega el arcoíris y sus orines se convierten en las lluvias.
Del mismo modo, el antropólogo Bernard Mishkin expone su investigación acerca de la percepción actual de los pueblos andinos con respecto al Coa. Dentro del testimonio del antropólogo, se puede leer lo siguiente: 

«Hay una creencia generalizada en los Andes peruanos en que los picos de las montañas son habitadas por Apus y Auquis quienes han ocultado dentro de ellos grandes palacios y haciendas junto con rebaños de ganado custodiado por los sirvientes de los espíritus. Entre estos animales se encuentran cóndores, que son gallinas del espíritu; vicuñas, sus llamas; y el Ccoa, su gato. El Ccoa (a veces llamado Cacya en Kauri) es sin duda el más activo de los espíritus, el más temido y el más íntimamente involucrado en la vida cotidiana de las personas. El Ccoa trae rayo y granizo; destruye los cultivos y mata con su rayo. Este espíritu maligno es el promotor de los hechiceros, la elección de los que han de servirle y los provee del poder de la hechicería. Se dice que las personas se dividen en dos clases: los que sirven al Ccoa y los que luchan contra él. Los primeros son ricos; sus campos no son heridos por las heladas o granizo: los últimos son pobres; sus campos producen mal, y los miembros de sus familias a menudo están enfermos.»

En el quechua moderno del Cusco, figura el término Quwa como: un animal parecido al gato montés, y que es un intermedio entre la onza y el gato doméstico. Nubarrón que presagia granizada, nube grande y negra.

### Coa como divinidad estelar

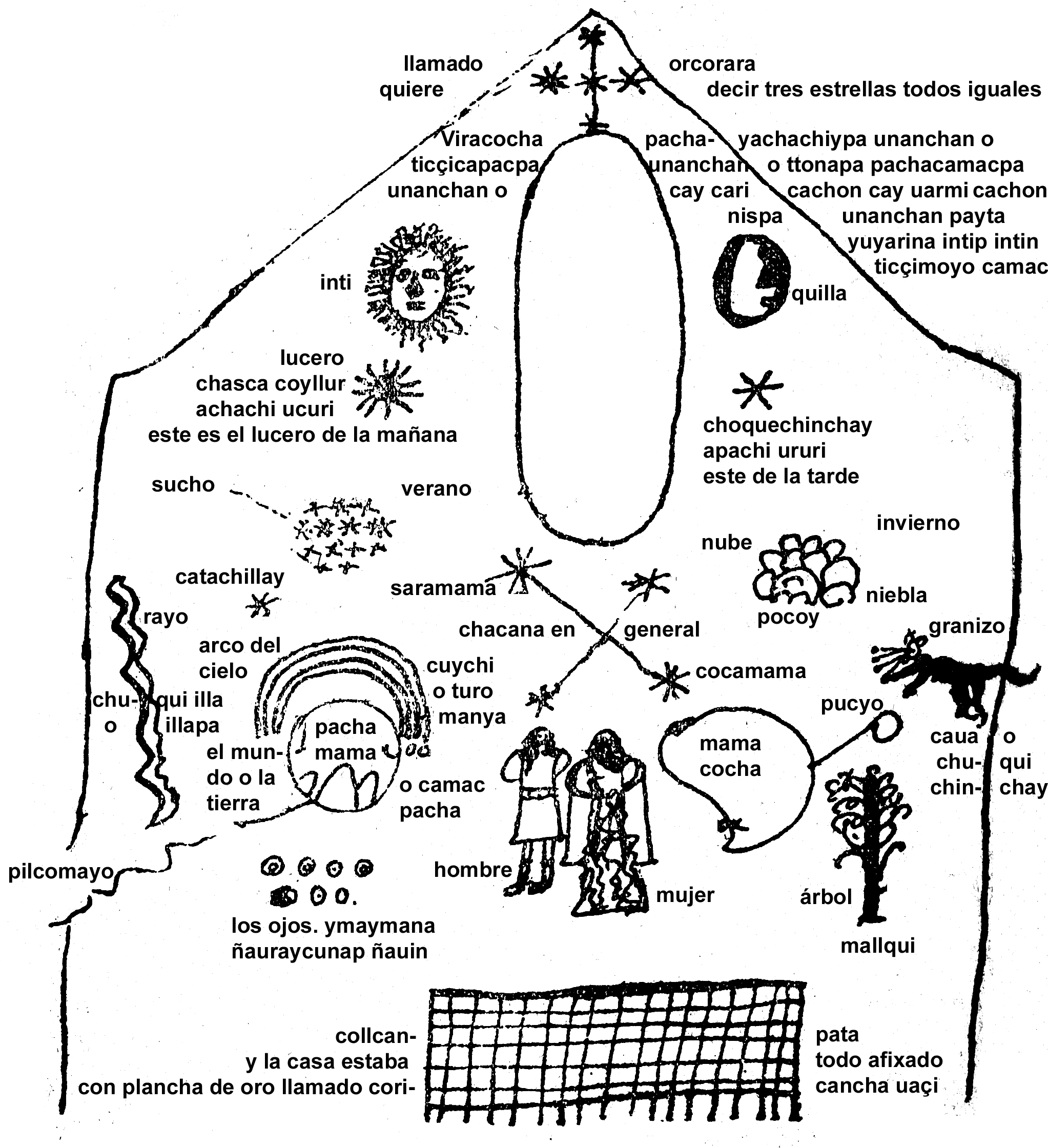
Diagrama de Santacruz Pachacuti. Se puede observar una figura felínica con los nombres: Caua o Chuqui Chinchay. Asimismo, el nombre Choquechinchay es usado para designar a Venus de la tarde.

Además de ser establecido como divinidad climática, otra característica frecuentemente citada del Coa o Chuqui Chinchay era su facultad como divinidad estelar. Son numerosas las fuentes que establecen al mítico felino como una deidad asociada a los astros. Como ejemplo de ello, se tiene al Vocabulario de lengua quechua escrito por el lingüista Diego Gonzáles Holguín. En dicha fuente, figura el término Chhoque Chinchay, el cual se puede leer como: "una estrella que parece al carnero" y "cometas que no se esparcen".
Como se vio anteriormente, la figura del Coa aparece en el diagrama de Santacruz Pachacuti; no obstante, también se usa el nombre Choquechinchay para designar al planeta Venus en su estado vespertino.
En su obra Historia natural y moral de las Indias, el jesuita José de Acosta expone un testimonio respecto a la veneración de las estrellas por los pobladores andinos. En dicha obra, se puede leer lo siguiente:

«Otros adoraban una estrella que llaman Machacuay, a cuyo cargo están las serpientes y culebras, para que no les hagan mal; como á cargo de otra estrella, que llamaban Chuquichinchay, que es tigre, están los tigres, osos y leones. Y generalmente, de todos los animales y aves que hay en la Tierra, creyeron que hubiese un semejante en el Cielo, á cuyo cargo estaba su procreación y aumento.»
Historia natural y moral de las Indias

Algunos estudiosos sustentan que, posiblemente, el felino Chuqui Chinchay se encontraba personificado en determinadas constelaciones como: la constelación de Leo, la constelación de Escorpio y la constelación de Orión.  

### Coa como divinidad de los animales y protector de los viajes
Múltiples cronistas han establecido al mítico felino como una divinidad guardiana y/o que determina el comportamiento de ciertos animales específicos. Por lo general, los animales que están bajo su custodia son: los tigres (jaguares), osos y leones (pumas). Asimismo, el felino cósmico era el protector de los viajeros en sus caminos de adversidades. El exponente que habla más a detalle con respecto al tema es la obra Historia General del Perú, la cual fue escrita por el historiador Martín de Murua. En dicha obra, el historiador expone una descripción semejante a la fuente escrita por José de Acosta; no obstante, Murua otorga más detalles al respecto:

«Los que vivían en las montañas y lugares de arboleda, adoraban una estrella, que dicen Choquechinchay, que es un tigre, a cuyo cargo fingían estaban los tigres, osos, leones y también hacían reverencia a otra estrella, dicha Ancochinchay, y otra que llaman Machacuay, que predomina sobre las serpientes y culebras, para que no les hiciesen mal y les librase de semejantes animales y peligros, porque tuvieron creído que todos los animales y aves de la Tierra tenían en el Cielo otro semejante suyo, a cuyo cargo estaba su generación y aumento, y así adoraban a diversas estrellas, como a la Chacana, Topa-torca, Mamana, Mirco, Miqui-quiray y otras así.»
Historia General del Perú, Capítulo XXVIII

### Coa como divinidad hermafrodita
Prosiguiendo con las múltiples facultades de la deidad, Santacruz Pachacuti es otro de los cronistas que resalta la facultad del Choque Chinchay como una divinidad protectora; sin embargo, el cronista no se limita en establecer la figura del felino divino como guardián de determinados animales, sino que también lo establece como una divinidad protectora de los hermafroditas e indios de dos naturas. En su obra Relación de antigüedades deste reyno del Perú, el cronista manifiesta la siguiente información respecto al nacimiento de Amaru Inca Yupanqui:

«Quiere decir que en su nacimiento que todos los animales mas fieros ocultos fueron echados de la comarca del Cuzco y entonces los curacas y mitmais de Carabaya trae a Chuquichinchay, animal muy pintado, de todos colores, dizen que era Apo de los Otorongos, en cuya guarda da a los ermafroditas, e indios de dos naturas.»
 Relación de antigüedades deste reyno del Perú

Algunos estudiosos sostienen que, al igual que otras fuentes, la información ofrecida por Santacruz Pachacuti parece hacer alusión al advenimiento de un cometa o aparición de una determinada estrella y/o constelación.

### Coa como devorador del Sol y la Luna
Al igual que muchas culturas del mundo, los incas tuvieron su propia percepción sobre el advenimiento de los eclipses. Según las creencias de dicha civilización, la interpretación de los eclipses es veleidosa, pues se tienen explicaciones distintas para los eclipses solares y lunares; sin embargo, todas estas interpretaciones establecen dichos acontecimientos como señales infaustas.
Una de estas interpretaciones fue recopilada por el cronista Fernando de Montesinos en su obra Memorias antiguas, historiales y políticas del Perú. Dentro de la antedicha fuente, se hace referencia a la existencia de dos monstruos estelares: un felino y una sierpe (presumiblemente un Coa y un Amaru). Estos seres celestiales eran enviados por el todopoderoso Illatici (Illa Tiqsi Wiraqucha) para exterminar al Sol y la Luna y, de esa manera, se consuma la destrucción del mundo. Este castigo divino era efectuado para hacer escarmentar al mismo Rey (el Sapa Inca) por sus pecados y/o transgresiones cometidas.

«Al cabo de algunos años hubo dos cometas espantosos, que se aparecían en forma de león ó sierpe. Mandó juntar los astrólogos y amautas el rey, por haber sucedido dos eclipses de Sol y Luna muy notables; consultaron los ídolos, y el Demonio los hizo entender que quería el Illatici (Illa Tiqsi Wiraqucha) destruir el mundo por sus pecados, y para eso enviaba un león y una serpiente, para destruir la Luna. Y juntáronse entonces todos, mujeres y niños, y daban grandes alaridos, y lloraban con muy lastimosos gemidos, forzando á los perros que los diesen; porque decían que las lágrimas y suspiros de los inocentes son muy afectos al Supremo Criador. La gente de guerra se puso á punto de guerra, y tañendo bocinas y tambores, tiraban muchas saetas y piedras hacia la Luna, haciendo ademanes de herir al león ó serpiente, porque decian que desta manera los asombraban, para que no despedazaran á la Luna. Aprendian que si el león y la serpiente hiciesen su efecto, quedarian á oscuras, y que todos los instrumentos del hombre y de la mujer serian convertidos en leones y culebras, y los husos de las mujeres en vívoras, y los telares en osos y tigres y otros animales nocivos. Y ésta es la causa que el dia de hoy los peruanos dan estos gritos cuando hay algún eclipse. Después de haber sacrificado muchos mancebos y doncellas, y hombres y mujeres de oro y plata, del tamaño de una tercia, consumíanlo todo en fuego, excepto los mancebos, porque decian que el eclipse del Sol significaba la muerte de un gran Señor, y fingian que se vestía de luto el Sol por ella. Por esto enterraban vivos á los mozos, para que fuesen al Criador de todos á presentar sus muertes por la del príncipe.»
Memorias antiguas, historiales y políticas del Perú, página 48 y 49

La destrucción del mundo a raíz de la "muerte" del Sol y la Luna también es un tema estudiado dentro del manuscrito de Huarochirí. El cuarto capítulo del manuscrito empieza con la "muerte" del Sol. Este suceso marcó un periodo de completa oscuridad que duró 5 días. Durante ese periodo, se desencadenaron diversas calamidades y/o hechos sobrenaturales: las rocas comenzaron a moverse y chocar juntas, los batanes y los morteros cobraron vida y consumieron a los humanos, las llamas comenzaron a perseguir a los humanos, etc. La rebelión de animales y objetos es también un tema de la iconografía moche, que antecede al manuscrito en un milenio.
La estrategia que ejecutaban los incas para neutralizar las perniciosas intenciones de las bestias estelares fue corroborada por el afamado cronista Garcilaso de la Vega en su obra Comentarios Reales. Sin embargo, Garcilaso asevera que la raíz del advenimiento de los eclipses lunares era porque la Luna enfermaba, mas no era producida por el ataque de criaturas estelares.

«Al eclipse de la Luna, viéndola ir negreciendo, decían que enfermaba la Luna, y que si acababa de oscurecerse había de morir y caerse del cielo y cogerlos a todos debajo y matarlos, y que se había de acabar el mundo. Por este miedo, en empezando a eclipsarse la Luna, tocaban trompetas, cornetas, caracoles y atabales y atambores y cuantos instrumentos podían haber que hiciesen ruido; ataban los perros grandes y chicos, dábanles muchos palos para que aullasen y llamasen la Luna, que, por cierta fábula que ellos contaban, decían que la Luna era aficionada a los perros, por cierto servicio que le habían hecho, y que, oyéndolos llorar, habría lástima de ellos y recordaría del sueño que la enfermedad le causaba.»
Comentarios Reales de los Incas, Capítulo XXIII, página 130

## El Coa en la mitología y su relación con otros dioses
En lo que respecta a la mitología, la figura del Coa ha estado presente de manera implícita en diversos mitos andinos. Las fuentes no lo mencionan bajo el nombre de Coa o Chuqui Chinchay específicamente; sin embargo, la figura del felino mítico es palpable.  
Por lo general, se establece al felino cósmico como una de las manifestaciones y/o avatares más recurrentes de los multiformes dioses celestes andinos o como él y/o los acólitos de estos mismos.  

### Libiac Cancharco
Yana Raman Libiac Cancharco (también conocido como: Yana Raman, Libiac Cancharco, Libiac Binac Vilca o simplemente Libiac) es un dios preincaico del rayo. Él es considerado el dios principal y creador de la etnia de los Yaros o Llacuaces.
La relación entre el Coa y la deidad Yaro se encuentra dispersa en diversas fuentes; no obstante, al aunar dichas fuentes, se percibe la evidente metamorfosis del dios bajo la figura del Coa.
De acuerdo con un testimonio ofrecido por el sacerdote Fernando de Avendaño, los Yaros se proclamaban así mismos como hijos del Rayo. Más concretamente, dicho pueblo concebía el pensamiento de haber surgido de la orina de su dios, Yana Raman. 
El concepto de la creación de vida por medio de la orina también se encuentra presente en la figura del Coa.

«Otros viejos dizen que despues del diluvio, se orino el Rayo en vn hoyo junto al cerro llamado Raco y que destos orines del Rayo proceden los Indios Llaquaces. Dezidme: no teneis verguenza de ser hijos de los orines: y como puede ser que el Rayo engendre hombres; porque cada vno engendra a su semejante: el cauallo, engendra cauallo, y el perro engendra perro, y siendo esto asi, como puede ser que el Rayo engendre un hombre? Lo que cada dia vemos es, que el rayo mata hombres, pero no los engendra; y mas honra es para vosotros ser hijos de otros hombres, que no ser hijos de los orines del Rayo.»
Sermones de los misterios de nuestra santa fe católica, en lengua castellana, y la general del Inca, página 111

Por otro lado, el dios Yana Raman es protagonista de muchos mitos andinos. En uno de ellos, se reza acerca del advenimiento de Yana Raman a la Tierra.
El mito empieza con lo siguiente:
En un pueblo llamado Guacras, parcialidad de los Chucas, los cuales en aquel tiempo eran muchos y que un indio de este pueblo llamado Atunchuca estaba yendo a cazar vicuñas y venados en el cerro de Raco (actual Pasco).
En dicho cerro, que está en la meseta de Bombón, el pastor Atunchuca encontró a una criatura recién nacida que estaba envuelta. Decían que dicha criatura había caído del cielo bajo la forma de un poderoso rayo. Como el pastor no tenía hijos, decidió tomar al pequeño dios para criarlo.
Dentro de cinco días, la pequeña criatura creció y ya tenía la suficiente edad para ayudar a su padre adoptivo en apacentar a las llamas. Como el dicho Atunchuca tenía gran suma de estos auquénidos, en el mismo pueblo de Guacras, le entregó sus animales a Yana Raman para que este las apacentase.
Apenas dejaron solo al joven Yana Raman, este se transformó en un puma y fue devorándose todo el ganado con suma facilidad (esto último expone al antedicho puma como un felino mítico y no como un animal común). Al percatarse de la merma del ganado, Atunchuca envió un mensajero al dicho Yana Raman para que viniese con todo el ganado. Yana Raman llevó todo el ganado, se lo entregó y luego se fue sin atender ninguna súplica para volver.
Aunque Atunchuca se aseguró de encerrar bien a las llamas, estas se salieron del corral y siguieron a Yana Raman hasta un cerro llamado Puma Catac. En dicho lugar, el joven dios se encontró con sus hermanos Carhuapincollo y Carhuamachacuay. Tras seguir el rastro de su ganado, Atunchuca llegó hasta dicho cerro y Yana Raman, muy enojado, le pidió que se retirase llevándose a sus llamas. De retorno a su casa, en el trayecto, Atunchuca y las llamas se convirtieron en piedras en la zona de Yanacallán (a tres leguas de Guacras), adonde Yana Raman es conocido como Libiac Cancharco, nombre dedicado al rayo.
Y con todo esto dan a entender que Yana Raman y Libiac Cancharco son la misma deidad. También se menciona como el pastor Atunchuca es adorado porque crío al dicho Yana Raman. De esta manera, todos los indios de las parcialidades de Cauri tienen por costumbre adorar a dicho dios en sus bailes de la Llaspa y otros.

### Tumayricapac
Tumayricapac (conocido también como: Tumayriqhapaq, Tumayriqhapa, Tumayricapa) es un dios preincaico originario de la zona de Chinchaycocha. Fue adorado por los Yaros o Llacuaces de Chinchaycocha como dios del fuego, la fuerza, la industria y la ventura.
Asimismo, el dios es asociado al rayo y la cacería.
La relación entre el Coa y Tumayricapac resulta ser más ostensible que la de su homólogo, Yana Raman. Al igual que este último, Tumayricapac protagoniza diversos mitos. Uno de ellos relata sobre el advenimiento de Tumayricapac al mundo y de como difundía su culto a los pueblos, además de transmitir conocimiento a los hombres. Así fue hasta que un pueblo se rehusó en obedecerle.
El mito empieza de la siguiente manera:
El dios Tumayricapac iba por el mundo institucionalizando su culto a los diversos pueblos por los que él pasaba. Muchos de estos pueblos lo reconocieron como padre; no obstante, el pueblo de los Yanamates no quisieron reconocerle ni obedecerle.
Una noche poblada de muchísima nieve, vino Tumayricapac al pueblo en compañía de Tumayhanampa; el cual se volvió a reunir con su hermano. Ambos, sin que alguien los viese, les hurtaron una llama.
Yendo en la búsqueda del auquénido, los Yanamates se guiaban рог el rastro de la llama; no obstante, se percataron de que las huellas en la nieve no eran de una o más personas sino que eran de puma, de zorro y de llama. Los Yanamates siguieron las huellas hasta encontrar la figura de una persona en el cerro Caytal. La persona era Tumayricapac, el cual se encontraba comiendo harina de maíz envuelta con sebo de llama. Tan pronto llegaron los Yanamates, Tumayricapac montó en cólera y se transformó en un puma sobrenatural. El enfurecido felino echaba granizo blanco y colorado por las ventanas de su nariz (el puma sobrenatural evoca al Coa y su naturaleza destructiva).
Los indios Yanamates, asustados, le dijeron: "Padre mío ¿Por qué te llevaste a mi llama?"
El dios respondió preguntando: "¿De verdad me llamasteis padre?"
Los Yanamates volvieron a decir que sí.
Entonces, Tumayricapac les dijo: "Pues volved a vuestro pueblo y para que yo sepa si me decís verdad y si de verdad me obedecéis, llevad una llama al cerro de Chuncrascayan; y en los bofes de la llama que habéis de llevar, veré si me mentís о si de verdad me queréis por vuestro padre."
Y así los Yanamates llevaron la llama y, al abrirla, Tumayricapac halló que las alas de los bofes estaban juntas en una sola pieza y no divididas. Tumayricapac tomó este hecho como prueba de que los Yanamates decían la verdad y, por ende, los recibió por hijos suyos. Tumayricapac hizo que todos jurasen por él y que si no le obedecían, a todos los había de acabar.

### Kon
Kon (conocido también como: Wakon) era el dios del viento y la lluvia dentro de la mitología incaica. El dios Kon vino desde el norte, apareciendo por primera vez en el mar.
Tanto su apariencia como sus facultades evocan a la figura del Coa.
Kon era considerado el dios creador de las culturas Paracas y Nazca. Por lo general, al dios Kon se le describe con el título de "felino volador", pues era representado en la iconografía de las antedichas culturas como un dios célico de rasgos felínicos y/o portador de máscaras felínicas. Este dios era eminentemente ligero y se lo representaba surcando los cielos. Asimismo, es frecuente encontrar la figura de Kon sosteniendo un báculo, alimentos y cabezas trofeo (posiblemente haga alusión a la naturaleza ambivalente creadora-destructora del dios).
El dios Kon posee muchos mitos que reflejan su facultad de entidad celeste. Uno de ellos relata acerca de la derrota y posterior destierro de Kon a manos de su hermano, el dios Pachacámac.
El antedicho mito establece al dios Kon como el creador de todo; pues era el creador del Sol, la Luna, las estrellas, etc. (algunas variantes muestran a Kon como hijo del Sol y la Luna).
Una vez creada la Tierra y todos los elementos que la conforman, Kon decide poblarla de seres que lo adorasen y le rindiesen culto. De esta manera, Kon creó a la humanidad y les otorgó fértiles tierras llenas de alimentos y agua. Sin embargo, los seres humanos poco a poco perdieron la devoción hacia su creador y, por ende, ya no le ofrendaban. El dios Kon los castigó con la ausencia de las lluvias, lo que hizo que las edénicas y fértiles tierras se convirtieran en los extensos desiertos que yacen en la zona costera. A manera de mostrar misericordia, el dios Kon se limitó a suministrar a la humanidad de algunos rios para que ellos, a base de mucho esfuerzo, puedan abastecerse y subsistir.
Sin embargo, un día, el mundo contempló el advenimiento del dios Pachacámac, quien llegó para imponer un nuevo orden en la creación. Este último enfrentó a Kon en una larga y violenta batalla que remeció toda la Tierra. La batalla tuvo como desenlace la victoria del dios Pachacámac y el exilio del dios Kon. Posteriormente, Pachacámac destruyó toda creación de Kon y la moldeó a su voluntad. Asimismo, Pachacámac convirtió a los seres humanos del dios Kon en diversos animales como: monos, zorros, lagartos, etc. Esto último lo hizo con el fin de crear una nueva generación de seres humanos.

### Illapa
Illapa (conocido también como: Apu Illapa, Ilyapa, Chuquiylla, Catuilla, Intillapa o Libiac) es el dios del cielo, los fenómenos atmosféricos y la guerra en la mitología incaica.
De acuerdo con algunas fuentes, el Coa es establecido como una de las manifestaciones de Illapa o estos eran una suerte de felinos divinos que fungían como los acólitos del dios.
La teofanía felínica de Illapa es mencionada de manera implícita en una antigua Carta Annua escrita en 1599 por el Padre Rodrigo de Cabredo. Asimismo, este testimonio fue recopilado por el antropólogo Mario Polia Meconi. 
En dicho testimonio, se menciona como una persona mestiza confesó haber tenido un encuentro con el demonio (el Padre Rodrigo lo denomina Supay) en su afán de saber que deseaba en su particular deseo de mujeres. El encuentro entre el mestizo y el demonio (en realidad, se trataba de una deidad pagana) fue por medio de un hechicero. Este último mandó al mestizo al patio de su casilla y le dijo que no sintiera pavor sin importar lo que sus ojos presenciasen. Cuando la deidad se manifiesta, el mestizo no lo llega a percibir, pero sintió un profundo pavor. Después, el hechicero le confirma al mestizo que la deidad lo vendría a ver. En un principio, la deidad se apersona como un tigre (puma o jaguar) y, más adelante, se manifiesta en forma humana. Esto último lo hizo porque el hechicero lo llamó equívocamente Santiago (versión cristianizada de Illapa). Acto seguido, la deidad le responde que su nombre es Tunari.

«Se confeso un mestizo que conforme ala antigua costumbre de los indios procuro sauer del Demonio por medio de un echizero algunas cosas que deseaua acerca de sus desordinarios deseos de mugeres, mandole el echizero que se estubiese en el patio de su casilla debajo de un arbol que allí estaba diziendole que el oyria de boca del mismo Çupay o Demonio lo que pedia, como no temiese ni se turbase por cosa que viese asegurandole que no le bendria mal ninguno, el Indio echizero se entro en su casilla oscura y començo a hazer sus hechizos y supersticiosas seremonias, con que llamaba al Demonio, el qual estubo presso a la voz de su ministro porque luego començo el que aguardaba fuera a oyr grandissimo ruido como de tempestad y truenos en el ayre y algun tanto apartado del lugar donde estaba, se le representaban a la vista grandes torres, edificios suntuosos y altas murallas las quales le parecian se iban continuando hasta el lugar de la casilla y que al paso el Demonio benia acercandose y iban cayendose todas aquellas machinas por tierra la qual tanbien temblaba de manera que la casa en que el echizero estaba se estremecia toda y daba tantos baybenes que parecia que se queria hundir y el arbol que dije por una y otra parte con sus ramas azotaba la tierra, el Demonio bino a ponerse encima de la chosa al qual aunque no le uio el mestizo que estaba lleno de miedo pero oyo su boz muy claramente primero como Tigre (puma o jaguar) que aullaba fuertemente y en esta figura le dijo el echizero que le veria, despues le hablo como hombre porque llamandole el Indio echizero Santiago respondio el demonio que no se llamaba el assi sino Tunari, ques nombre de una cierra vezina ala tierra donde esto sucedió.»

Es factible que, a raíz de la caótica manifestación de Tunari, el hechicero pensara que se trataba inequívocamente del dios Illapa; de la misma manera, es evidente que el culto consagrado a Illapa sobrevivió bajo la figura del Apóstol Santiago y, que al ser invocado, este se metamorfoseaba en la figura de un felino mítico.
Esto último tiene sentido si se toma en cuenta que, al igual que otros dioses andinos, Illapa era un dios poliforme, es decir, se podía manifestar bajo la forma de cualquier elemento. Por lo general, el dios celeste solía personificarse en el mundo terrenal bajo la forma de un puma o un halcón; puesto que estos animales moraban en lo alto de las montañas. Según la creencia de los pobladores, Illapa solía habitar las más altas montañas.
De acuerdo con algunos investigadores, el Coa es representado en diversos artefactos pertenecientes a múltiples culturas andinas. Un ejemplo de ello es el afamado Dios de los báculos.
A pesar de que la figura del Dios de los báculos suele tener ligeras variaciones, todas estas representaciones comparten la personificación de la entidad suprema de la siguiente manera: aparece en apoteosis, con las manos siempre sosteniendo instrumentos de poder.
De manera generalizada, la figura del Dios de los báculos es asociada con el dios Huiracocha; sin embargo, no se determina con certeza la veracidad de esto último. Algunos investigadores sostienen que el Dios de los báculos, al menos la versión Huari-Tiahuanaco, sería el precursor de los principales dioses incas: el Sol, la Luna y el Trueno.

La aparición del Coa es más perceptible en la iconografía del Dios de las varas Huari-Tiahuanaco. En dicha iconografía, se percibe la figura de la divinidad con un carácter más humanizado. Asimismo, la figura de la divinidad se encuentra ataviada de una vestimenta y/o es representado con elementos de distintos animales (felino, serpiente y ave). Según algunos estudiosos, los detalles felínicos de la divinidad son, en realidad, la figura de los Coa, quienes fungen su papel como acólitos y/o asistentes de la deidad.

Dios de los báculos perteneciente a la Puerta del Sol, Tiahuanaco. Es frecuentemente asociado con el dios Huiracocha. Nótese los detalles felínicos en la iconografía del Dios supremo.

### Huiracocha
Wiraqucha (escrito también como: Viracocha o Huiracocha) es el dios supremo dentro de la mitología incaica. Es considerado el esplendor originario y padre de todos los dioses incas. Las fuentes que detallan respecto a la labor creadora de Huiracocha suelen diferir entre sí. Por lo general, se menciona que el dios omnipotente surgió de sí mismo en las aguas primordiales y, desde ese punto, creó el universo: dio origen al cielo y la tierra; posteriormente, dio origen al sol, la luna, las infinitas estrellas, el tiempo (ordenando al sol que se desplazase sobre el cielo), la civilización misma y todas las demás cosas.
De manera general, Huiracocha es asociado con la ilustre figura del Dios de los báculos; sin embargo, no se determina con certeza que ambos refieran a la misma divinidad. El concepto del Dios de los báculos como la personificación del Dios supremo de los incas no está del todo carente de sustento, pues dicha consideración surge principalmente por las descripciones del dios expuestas por múltiples fuentes coloniales. Dichas descripciones se ajustan a la iconografía del Dios de los báculos. Como ejemplo de ello, se tiene a la obra Relación de las Fábulas y Ritos de los Incas, el cual fue escrito por el cronista Cristóbal de Molina. En la misma fuente, se puede leer lo siguiente:

Dizen que antes que fuese señor, yendo a visitar a su padre Viracocha Ynca que estava en Sacsahuana, cinco leguas del Cuzco, al tiempo que llegó a una fuente llamada Susurpuquio, vio caer una tabla de cristal en la misma fuente, dentro en la qual vio una figura de yndio en la forma siguiente: en la caveca, del colodrillo d’ella a lo alto le salían tres rayos muy resplandecientes a manera de rayos del Sol los unos y los otros; y en los enqüentros de los bracos, unas culebras enroscadas; en la caveca, un llayto como Ynca, y las orejas horadadas y en ellas puestas unas orejas como Ynca, y los trajes y vestidos como Ynca; salía la caveca de un león por entre las piernas, y en las espaldas otro león, los bracos del qual parecían abracar el un hombro y el otro; y una manera de culebra que le tomava de lo alto de las espaldas abajo.

Y que así visto el dicho bulto y figura, hechó a huir Ynca Yupanqui, y el bulto de la estatua le llamó por su nombre de dentro de la fuente diciéndole: «Vení acá, hijo, no tengáis temor, que yo soy el Sol vuestro padre, y sé que avéis de sujetar muchas naciones. Tened muy gran cuenta conmigo de me reverenciar y acordaros en vuestros sacrificios de mí».

Y así, desapareció el bulto y quedó el espejo de cristal en la fuente, y el Ynca le tomó y guardó; en el qual, dicen, después vía todas las cosas que quería.
Relación de las fábulas y ritos de los Incas, página 43 y 44

Si bien esta información alude explícitamente al Sol, cronistas como Juan de Betanzos aseveran que el dios que se apersonó ante el Inca Pachacútec fue el mismo Huiracocha. Las fuentes establecen a dos personajes míticos distintos; no obstante, se comparte el mismo mensaje que el dios recita al Inca: que habría de vencer.
Asimismo, al momento de exhibir las innumerables proezas de Huiracocha, las fuentes suelen mencionan la presencia de un báculo y/o bastón. Para ejemplificar lo anterior, se tiene a la versión del mito de la creación recopilado por Pedro Sarmiento de Gamboa. En determinado texto, se menciona que, durante su labor creadora, Huiracocha llega a la región de Charcas. Apenas notan la presencia del dios, la gente de dicha región trata de matarlo. Acto seguido, Huiracocha hace que una lluvia de fuego caiga del cielo y muchos mueren. Huiracocha apaga el fuego con su bastón y, ulteriormente, las personas lo adoran.
Como se vio anteriormente, el mismo Huiracocha es mencionado por el historiador Fernando de Montesinos. En su obra Memorias antiguas, historiales y políticas del Perú, el historiador lo menciona bajo el nombre de Illatici (Illa Tiqsi Wiraqucha) y, a manera de hacer escarmentar al Inca de sus pecados y/o transgresiones, el todopoderoso dios envía dos criaturas estelares: un felino y una serpiente. Estas poderosas criaturas míticas tienen la tarea de devorar el Sol y la Luna para que, de esta forma, se logre desencadenar la destrucción del mundo. Vale la pena mencionar que, la antedicha información establece a felinos y serpientes celestiales como uno de los tantos acólitos del dios supremo, lo cual parece coincidir con la iconografía del Dios de los báculos.